# Cassida pannonica
Cassida pannonica — жук підродини щитоносок з родини листоїдів.

## Поширення
Зустрічається у Східній і Південно-східній Європі на захід до Західної Франції, а також у Туреччині, Ізраїлі, Сирії, Казахстані та Узбекистані

## Екологія та місцеперебування
Кормові рослини - айстрові (Asteraceae): волошка лучна (Centaurea jacea), кентаврія панікулята (Centaurea paniculata), артишок (Cynara scolymus), грабельки (Erodium) і наголоватка пухка (Jurinea laxa).